# Jurij Kušniruk
Jurij Kušniruk (in ucraino Юрій Кушнірук?; tr.en.: Yuriy Kushniruk; 6 dicembre 1994) è un giavellottista ucraino.
Attivo internazionalmente dal 2010, Kušniruk dopo aver gareggiato nei maggiori circuiti internazionali per categoria d'età è approdato nella nazionale seniores nel 2018, gareggiando agli Europei di Berlino.

## Palmarès
| Anno | Manifestazione            | Sede       | Evento                 | Risultato | Prestazione | Note |
| ---- | ------------------------- | ---------- | ---------------------- | --------- | ----------- | ---- |
| 2010 | Giochi olimpici giovanili | Singapore  | Lancio del giavellotto | 2º (B)    | 70,94 m     |      |
| 2011 | Mondiali U18              | Lilla      | Lancio del giavellotto | 4º        | 77,10 m     |      |
| 2012 | Mondiali U20              | Barcellona | Lancio del giavellotto | 9º        | 69,19 m     |      |
| 2013 | Europei U20               | Rieti      | Lancio del giavellotto | 13º (q)   | 69,38 m     |      |
| 2018 | Europei                   | Berlino    | Lancio del giavellotto | 22º (q)   | 73,79 m     |      |

## Altre competizioni internazionali
2011
- al Festival olimpico della gioventù europea ( Trebisonda), lancio del giavellotto - 83,42 m